# Merulaxis stresemanni
El macuquiño de Stresemann o gallito de Stresemann (Merulaxis stresemanni), es una especie de ave paseriforme, una de las dos pertenecientes al género Merulaxis de la familia Rhinocryptidae. Es endémica de Brasil.

## Distribución y hábitat
Se distribuye en una pequeña región del Recóncavo Bahiano (cerca de Salvador), en el litoral del estado de Bahía, en Ilhéus y Una. Permaneció sin ser registrada durante 50 años hasta su redescubrimiento en 1995 cerca de Una, pero no ha habido nuevos registros en esta localidad desde entonces, a pesar de las búsquedas subsiguientes. Sin embargo, ha sido también encontrada en los municipios de Bandeira, Macarani y Jordânia en la divisa entre los valles de Jequitinhona y Pardo, Minas Gerais y Bahía.
Es muy rara y local en el suelo o cerca en el interior del bosque húmedo de Mata Atlántica hasta los 700 m s. n. m. de altitud.

## Descripción
Es un pájaro de tamaño medio, con cola larga, que mide alrededor de 20 cm de pico a cola. El macho tiene el plumaje gris oscuro azulado salvo en el obispillo, coberteras de la cola y las alas, y la zona del bajo vientre que son de color pardo rojizo, y se caracteriza por las cerdas que emergen en la base del pico y la frente. La hembra es de color parduzco en las partes superiores, con la cola más oscura y de color canela anaranjado en las inferiores. El pico es esbelto y oscuro.

## Estado de conservación
Esta especie ha sido calificada como “críticamente amenazada de extinción” por la IUCN debido a que su extremadamente baja población total, estimada en 50 individuos, es considerada en decadencia así como el área en que habita, también muy reducida y fragmentada; los bosques húmedos de fondo de valle de las localidades están sujetos a quemadas y deforestación para ganadería y agricultura.

## Comportamiento
Poco se conoce sobre sus hábitos, pero se supone sea muy semejante al de Merulaxis ater, es encontrado solitario o, con más frecuencia, en pareja, caminando y hurgando en el suelo, generalmente entre la vegetación densa o alrededor de piedras.

### Alimentación
Se alimenta de artrópodos que captura entre la hojarasca.

### Vocalización
Es muy diferente de M. ater. Es una característica serie decadente de notas musicales silbadas, ligeramente ascendientes al final, con duración de 10-12 segundos. También emiten un semi-musical llamado “tink”.

### Reproducción
El primer nido conocido fue encontrado en 2012, y consiste de un agujero del diámetro de una pelota de tenis, a cerca de 1 m del suelo en una barranca expuesta, con vegetación colgante, con un túnel-nido con profundidad estimada de 1,80 m.

## Sistemática

### Descripción original
La especie M. stresemanni fue descrita por primera vez por el ornitólogo germano - brasileño Helmut Sick en 1960 bajo el mismo nombre científico; localidad tipo «cerca de Salvador, Bahía, Brasil».

### Taxonomía
Probablemente forme una superespecie con Merulaxis ater; tal vez sea conespecífico, pero difieren en el tamaño en general, en las proporciones entre el pico y los pies, y en las vocalizaciones. Es monotípica.